# 遠藤三紀夫
遠藤 三紀夫（えんどう みきお、1957年〈昭和32年〉10月28日 - ）は、日本の政治家。元神奈川県座間市長（3期）。

## 来歴
神奈川県横浜市鶴見区出生。川崎市立西生田中学校、神奈川県立多摩高等学校卒業。1977年（昭和52年）、座間市に移住。
1978年（昭和53年）、精密機器メーカーのトヤマに入社。1980年（昭和55年）3月、早稲田大学教育学部社会科地理歴史専修卒業。1998年（平成10年）、トヤマ代表取締役に就任。また、座間市商工会の会長をつとめた。
2008年（平成20年）9月21日執行の座間市長選挙に無所属で出馬。経営コンサルタントの小田哲、市民団体「新日本婦人の会」役員の鴨居洋子ら2人の候補者を接戦の末に破り、初当選。10月1日、市長に就任。
※当日有権者数：人 最終投票率：50.29%（前回比：-1.87pts）
| 候補者名   | 年齢 | 所属党派 | 新旧別 | 得票数   | 得票率 | 推薦・支持 |
| ---------- | ---- | -------- | ------ | -------- | ------ | ---------- |
| 遠藤三紀夫 | 50   | 無所属   | 新     | 20,283票 | 40.79% |            |
| 小田哲     | 43   | 無所属   | 新     | 19,173票 | 38.56% |            |
| 鴨居洋子   | 64   | 無所属   | 新     | 10,265票 | 20.65% |            |

2012年（平成24年）、無投票で2期目の当選。2016年（平成28年）、無投票で3選。
2020年（令和２年）9月20日に行われた市長選に甘利明衆議院議員、芥川薫県議、自民党座間市連合支部の支援と連合神奈川の推薦を受けて立候補。幅広い組織戦を展開するが、前市議の佐藤弥斗に敗れ落選。
※当日有権者数：109,085人 最終投票率：45.00%（前回比：pts）
| 候補者名   | 年齢 | 所属党派 | 新旧別 | 得票数   | 得票率 | 推薦・支持         |
| ---------- | ---- | -------- | ------ | -------- | ------ | ------------------ |
| 佐藤弥斗   | 50   | 無所属   | 新     | 26,616票 | 55.32% |                    |
| 遠藤三紀夫 | 62   | 無所属   | 現     | 21,500票 | 44.68% | （推薦）連合神奈川 |